# Романтизам (књижевност)
Романтизам је књижевноисторијски типолошки појам и књижевни покрет. С почетка 19. века поникао је као супротност класицизму, и који је предметом уметности и књижевности сматрао свет човекових осећања, и насупрот рационализму истицао ирационализам, оспоравајући тезе о античкој уметности као идеалној и тражећи своја изворишта у народној уметности и усменом стварању властитог народа, али и страних, често до тада егзотичних, народа, односно у удаљеним историјским раздобљима.

## Настанак појма и ширење значења
Романтизам се као књижевни правац развио у водећим европским књижевностима, најпре у Немачкој, а затим у Француској и Енглеској књижевности, а ускоро је захватио и књижевности народа који су у то време стварали своју националну свест добијајући подстицаје од романтичарских идеологија. Стилска формација романтизма мање је кохерентна од класицизма или класнијег реализма, превладава у европским књижевностима у епохи која обухвата последњу деценију 18. века - понегде с јаче наглашеним предромантичким стиловима и периодима - и траје кроз прву трећину 19. века (све до 40те године), али оставља своје трагове и у касније време, највише у лирском песништву, а дуже трајање романтизам бележи у књижевности с наглашеном националном функцијом.
Појам настаје као придев "романтичан" и означава нешто што је налик на средњовековни роман, дакле нешто фантастично, пустоловно, чудесно, затим и осећајно, и већ у своме настајању није био искључиво везан за књижевност и уметност, него је прокламовао одређени животни став и тип владања, а том је широком и многоврсном значењу допринела и романтичарска књижевност, па је његова употреба данас врло широка и у говорном језику.
Као књижевноисторијски појам појављује се у 17. веку у Енглеској (1674) и Француској (1669), најпре се примењује на италијанске песнике Ариоста, Бојарда и Пулчија, а код Вортона (On the origin of romantic fiction in Europe 1774) већ је схваћена супротност средњовековне и ренесансне књижевности класицизму. Из Енглеске прелази овај појам у Немачку, а употребљава га Хердер (1766), а затим и немачки историчар у значењу "све поезије написане у традицији другачијој од оне која потиче из класичне антике" (Велек). Као опозицију појму "класично" развили су термин "романтичан" и "романтично" браћа Шлегел посебно Август Вилхелм Шлегел у својим предавањима између 1798. и 1811. године, у којима су као романтична књижевност означена дела Шекспира, шпанска драма и романса, шкотске баладе, немачки епови и песништво италијанске ренесансе.

## Начела романтизма
1. Доминација стиха: песма, балада, роман у стиховима, бајка у стиху, поема
2. Напуштање класицистичких идеала
3. Истиче се проблем генија
4. Бег од стварности у свет снова, маште, у прошлост (средњи век)
5. Субјективизам и индивидуализам
6. Интересовање за необично, изузетно
7. Женски ликови имају атрибут божанског бића
8. Љубав је платонска, спиритуална
9. Национална обележја
10. Интересовање за фолклор
11. Мотиви љубави, родољубља, природе
12. Светски бол
13. Језик је китњаст, сликовит

## Представници

### Енглеска
- Семјуел Тејлор Колриџ
- Вилијам Вордсворт
- Перси Шели
- Џон Китс
- Бајрон

### САД
- Едгар Алан По
- Хенри Дејвид Торо
- Ралф Волдо Емерсон

### Русија
- Александар Пушкин
- Михаил Љермонтов

### Француска
- Виктор Иго
- Алфред де Вињи

### Немачка
- Хердер
- Новалис
- Хајнрих Хајне
- Гете

### Србија
- Бранко Радичевић
- Ђура Јакшић
- Јован Јовановић Змај
- Лаза Костић